# 雷蒙德·邦尼
雷蒙德·邦尼（英語：Raymond Bonney，1892年4月5日—1964年10月19日），美国男子冰球运动员，场上位置是守门员。他曾代表美国国家队参加1920年夏季奥林匹克运动会冰球比赛，获得一枚银牌。